# Hertha Berliner Sport-Club 1976-1977
Questa voce raccoglie le informazioni riguardanti l'Hertha Berliner Sport-Club nelle competizioni ufficiali della stagione 1976-1977.

## Stagione
Nella parte iniziale della stagione 1976-1977 l'Hertha Berlino conseguì dei risultati che la portarono nelle posizioni di classifica medio-alta. Nella seconda metà del torneo la squadra ebbe un calo che la portò fino alla decima posizione finale: gli obiettivi della squadra si spostarono quindi sulla coppa nazionale, competizione in cui l'Hertha lottò per il trofeo fino all'ultimo venendo sconfitto dal Colonia dopo che l'1-1 della finale obbligò le due squadre a disputare la ripetizione.

## Rosa
| N. |                     | Ruolo | Calciatore           |
| -- | ------------------- | ----- | -------------------- |
|    | Germania (bandiera) | P     | Norbert Nigbur       |
|    | Germania (bandiera) | P     | Manfred Werner       |
|    | Germania (bandiera) | P     | Horst Wolter         |
|    | Germania (bandiera) | D     | Holger Brück         |
|    | Germania (bandiera) | D     | Jürgen Diefenbach    |
|    | Germania (bandiera) | D     | Hans-Joachim Förster |
|    | Germania (bandiera) | D     | Frank Hanisch        |
|    | Germania (bandiera) | D     | Uwe Kliemann         |
|    | Germania (bandiera) | D     | Michael Sziedat      |
|    | Germania (bandiera) | D     | Hans Weiner          |
|    | Germania (bandiera) | C     | Erich Beer           |

| N. |                      | Ruolo | Calciatore          |
| -- | -------------------- | ----- | ------------------- |
|    | Germania (bandiera)  | C     | Bernd Gersdorff     |
|    | Germania (bandiera)  | C     | Heinz Gründel       |
|    | Germania (bandiera)  | C     | Erwin Hermandung    |
|    | Danimarca (bandiera) | C     | Jørgen Kristensen   |
|    | Danimarca (bandiera) | C     | Ole Rasmussen       |
|    | Germania (bandiera)  | C     | Wolfgang Sidka      |
|    | Germania (bandiera)  | A     | Karl-Heinz Granitza |
|    | Germania (bandiera)  | A     | Gerhard Grau        |
|    | Germania (bandiera)  | A     | Lorenz Horr         |
|    | Germania (bandiera)  | A     | Dietmar Krämer      |

## Organigramma societario
Area tecnica
- Allenatore: Georg Keßler
- Allenatore in seconda: Hans Eder
- Preparatore dei portieri:
- Preparatori atletici:

## Calciomercato

### Sessione estiva
| Acquisti | Acquisti            | Acquisti            | Acquisti |
| R.       | Nome                | da                  | Modalità |
| -------- | ------------------- | ------------------- | -------- |
| A        | Karl-Heinz Granitza | Röchling Völklingen |          |
| C        | Heinz Gründel       | Rapide Wedding      |          |
| A        | Dietmar Krämer      | Coblenza            |          |
| C        | Jørgen Kristensen   | Feyenoord           |          |
| P        | Norbert Nigbur      | Schalke 04          |          |

| Cessioni | Cessioni        | Cessioni           | Cessioni |
| R.       | Nome            | a                  | Modalità |
| -------- | --------------- | ------------------ | -------- |
| A        | Detlev Szymanek | Fortuna Düsseldorf |          |
| A        | Erwin Kostedde  | Borussia Dortmund  |          |
| A        | Benno Magnusson | Åtvidaberg         |          |
| P        | Thomas Zander   | Wormatia Worms     |          |

### Sessione invernale
| Acquisti | Acquisti        | Acquisti               | Acquisti |
| R.       | Nome            | da                     | Modalità |
| -------- | --------------- | ---------------------- | -------- |
| C        | Bernd Gersdorff | Eintracht Braunschweig |          |

| Cessioni | Cessioni | Cessioni | Cessioni |
| R.       | Nome     | a        | Modalità |
| -------- | -------- | -------- | -------- |

## Risultati

### Bundesliga

#### Girone di andata
| Arbitro: | Fork |

|  |           |                                 |
|  | Marcatori | 23’ Szymanek 36’ Brück 78’ Horr |

| Arbitro: | Biwersi |

|  |           |              |
|  | Marcatori | 43’ Heynckes |

| Arbitro: | Walz |

|                  |           |              |
| Dietz 19’ (rig.) | Marcatori | 89’ Kliemann |

| Arbitro: | Eschweiler |

|                     |           |            |
| Szymanek 86’ (rig.) | Marcatori | 33’ Hoeneß |

| Arbitro: | Roth |

|                       |           |  |
| Kliemann 20’ Grau 85’ | Marcatori |  |

| Arbitro: | Schröder |

|                         |           |              |
| Kostedde 32’ Segler 85’ | Marcatori | 81’ Granitza |

| Arbitro: | Ahlenfelder |

|                   |           |            |
| Granitza 17’, 82’ | Marcatori | 50’ Hiller |

| Arbitro: | Kindervater |

|  |           |                              |
|  | Marcatori | 45’ Beer 71’ (rig.) Granitza |

| Arbitro: | Engel |

|                               |           |           |
| Hermandung 56’ Kristensen 75’ | Marcatori | 58’ Surau |

| Arbitro: | Quindeau |

|                                   |           |                                   |
| Nickel 40’ (rig.), 73’ Wenzel 63’ | Marcatori | 7’, 90’ Kristensen 17’ Hermandung |

| Arbitro: | Aldinger |

|                                                      |           |  |
| Hermandung 10’ Beer 58’ (rig.) Granitza 60’ Horr 69’ | Marcatori |  |

| Arbitro: | Burgers |

|                                |           |                        |
| Frank 34’ (rig.) Handschuh 65’ | Marcatori | 43’ Granitza 77’ Sidka |

| Arbitro: | Hilker |

|                         |           |  |
| Hermandung 49’ Beer 73’ | Marcatori |  |

| Arbitro: | Biwersi |

|                                       |           |                          |
| Gerber 5’ Müller 16’ Flohe 57’ (rig.) | Marcatori | 21’ Sidka 88’ Hermandung |

| Arbitro: | Meuser |

|                   |           |              |
| Horr 74’ Beer 90’ | Marcatori | 44’ Bongartz |

| Arbitro: | Antz |

|                       |           |  |
| Reimann 44’ Nogly 77’ | Marcatori |  |

| Arbitro: | Redelfs |

|           |           |            |
| Sidka 49’ | Marcatori | 56’ Hayduk |

#### Girone di ritorno
| Arbitro: | Hennig |

|          |           |            |
| Grau 13’ | Marcatori | 30’ Janzon |

| Arbitro: | Walz |

|                         |           |            |
| Simonsen 21’ Wimmer 24’ | Marcatori | 50’ Krämer |

| Arbitro: | Niemann |

|                              |           |                                            |
| Kristensen 66’ Rasmussen 72’ | Marcatori | 31’ Weber 33’ Büssers 56’ Thies 85’ Bücker |

| Arbitro: | Burgers |

|            |           |  |
| Gruber 83’ | Marcatori |  |

| Arbitro: | Lutz |

|                                 |           |                      |
| Kaczor 7’, 9’, 30’ Trimhold 83’ | Marcatori | 8’ Grau 73’ Granitza |

| Arbitro: | Haselberger |

|                                 |           |                          |
| Granitza 25’ Gersdorff 36’, 52’ | Marcatori | 32’ Nerlinger 73’ Segler |

| Arbitro: | Hilker |

|                    |           |  |
| Höttges 33’ (rig.) | Marcatori |  |

| Arbitro: | Fork |

|                     |           |  |
| Gründel 6’ Horr 43’ | Marcatori |  |

| Arbitro: | Messmer |

|                          |           |               |
| Hrubesch 41’, 74’ (rig.) | Marcatori | 45’, 66’ Horr |

| Arbitro: | Jensen |

|                          |           |                               |
| Granitza 3’ Kliemann 26’ | Marcatori | 58’, 77’ Kraus 87’ Hölzenbein |

| Arbitro: | Biwersi |

|                     |           |                                 |
| Bommer 10’ Seel 86’ | Marcatori | 23’ Granitza 66’ Beer 69’ Sidka |

| Arbitro: | Antz |

|                        |           |             |
| Sidka 20’ Granitza 32’ | Marcatori | 3’ Popivoda |

| Arbitro: | Burgers |

|                       |           |  |
| Schulz 66’ Stradt 83’ | Marcatori |  |

| Arbitro: | Roth |

|                            |           |                                         |
| Gersdorff 21’ Granitza 71’ | Marcatori | 10’, 77’ Müller 54’ Strack 65’ van Gool |

| Arbitro: | Haselberger |

|                                            |           |  |
| Sobieray 10’ Fischer 12’, 75’ Rüssmann 87’ | Marcatori |  |

| Arbitro: | Waltert |

|                          |           |               |
| Granitza 21’, 69’ (rig.) | Marcatori | 49’ Bjørnmose |

| Arbitro: | Horstmann |

|              |           |             |
| Ellbracht 2’ | Marcatori | 3’ Granitza |

### Coppa di Germania
| Arbitro: | Hanschke |

|                                                                  |           |                                  |
| Hermandung 11’ Beer 14’, 77’ Grau 56’ Horr 63’, 84’ Szymanek 66’ | Marcatori | 72’ Pütz 88’ Bärhausen 90’ Otten |

| Arbitro: | Lutz |

|                                      |           |            |
| Kristensen 27’ Granitza 67’ Beer 86’ | Marcatori | 2’ Feulner |

| Arbitro: | Hilker |

|  |           |                      |
|  | Marcatori | 98’ (rig.) Gersdorff |

| Arbitro: | Nickel |

|                   |           |                     |
| Bücker 86’ (rig.) | Marcatori | 24’ Beer 74’ Weiner |

| Arbitro: | Kindervater |

|                                                    |           |                        |
| Granitza 51’ (rig.), 100’ Horr 107’ Gersdorff 116’ | Marcatori | 6’ Kapellmann 95’ Weiß |

| Arbitro: | Aldinger |

|  |           |            |
|  | Marcatori | 25’ Weiner |

| Arbitro: | Frickel |

|            |           |          |
| Müller 44’ | Marcatori | 64’ Horr |

| Arbitro: | Ohmsen |

|            |           |  |
| Müller 70’ | Marcatori |  |

## Statistiche

### Statistiche di squadra
| Competizione      | Punti | In casa | In casa | In casa | In casa | In casa | In casa | In trasferta | In trasferta | In trasferta | In trasferta | In trasferta | In trasferta | Totale | Totale | Totale | Totale | Totale | Totale | DR  |
| Competizione      | Punti | G       | V       | N       | P       | Gf      | Gs      | G            | V            | N            | P            | Gf           | Gs           | G      | V      | N      | P      | Gf     | Gs     | DR  |
| ----------------- | ----- | ------- | ------- | ------- | ------- | ------- | ------- | ------------ | ------------ | ------------ | ------------ | ------------ | ------------ | ------ | ------ | ------ | ------ | ------ | ------ | --- |
| Bundesliga        | 34    | 17      | 10      | 3       | 4       | 32      | 22      | 17           | 3            | 5            | 9            | 23           | 32           | 34     | 13     | 8      | 13     | 55     | 54     | +1  |
| Coppa di Germania | -     | 3       | 3       | 0       | 0       | 14      | 6       | 5            | 3            | 1            | 1            | 5            | 3            | 8      | 6      | 1      | 1      | 19     | 9      | +10 |
| Totale            | 34    | 20      | 13      | 3       | 4       | 46      | 28      | 22           | 6            | 6            | 10           | 28           | 35           | 42     | 19     | 9      | 14     | 74     | 63     | +11 |

### Andamento in campionato
| Giornata  | 1 | 2 | 3 | 4 | 5 | 6 | 7 | 8 | 9 | 10 | 11 | 12 | 13 | 14 | 15 | 16 | 17 | 18 | 19 | 20 | 21 | 22 | 23 | 24 | 25 | 26 | 27 | 28 | 29 | 30 | 31 | 32 | 33 | 34 |
| --------- | - | - | - | - | - | - | - | - | - | -- | -- | -- | -- | -- | -- | -- | -- | -- | -- | -- | -- | -- | -- | -- | -- | -- | -- | -- | -- | -- | -- | -- | -- | -- |
| Luogo     | T | C | T | C | C | T | C | T | C | T  | C  | T  | C  | T  | C  | T  | C  | C  | T  | C  | T  | T  | C  | T  | C  | T  | C  | T  | C  | T  | C  | T  | C  | T  |
| Risultato | V | P | N | N | V | P | V | V | V | N  | V  | N  | V  | P  | V  | P  | N  | N  | P  | P  | P  | P  | V  | P  | V  | N  | P  | V  | V  | P  | P  | P  | V  | N  |
| Posizione | 1 | 8 | 8 | 9 | 6 | 8 | 5 | 6 | 5 | 4  | 3  | 3  | 3  | 4  | 4  | 5  | 4  | 4  | 6  | 6  | 7  | 8  | 8  | 10 | 10 | 10 | 11 | 10 | 8  | 10 | 10 | 12 | 10 | 10 |

Legenda:

Luogo: C = Casa; T = Trasferta. Risultato: V = Vittoria; N = Pareggio; P = Sconfitta.

### Statistiche dei giocatori
| Giocatore     | Bundesliga | Bundesliga | Bundesliga  | Bundesliga | Coppa di Germania | Coppa di Germania | Coppa di Germania | Coppa di Germania | Totale   | Totale | Totale      | Totale     |
| Giocatore     | Presenze   | Reti       | Ammonizioni | Espulsioni | Presenze          | Reti              | Ammonizioni       | Espulsioni        | Presenze | Reti   | Ammonizioni | Espulsioni |
| ------------- | ---------- | ---------- | ----------- | ---------- | ----------------- | ----------------- | ----------------- | ----------------- | -------- | ------ | ----------- | ---------- |
| E. Beer       | 31         | 5          | 0           | 0          | 8                 | 4                 | 0                 | 0                 | 39       | 9      | 0           | 0          |
| H. Brück      | 34         | 1          | 3           | 0          | 8                 | 0                 | 0                 | 0                 | 42       | 1      | 3           | 0          |
| J. Diefenbach | 26         | 0          | 4           | 0          | 3                 | 0                 | 0                 | 0                 | 29       | 0      | 4           | 0          |
| H. Förster    | 1          | 0          | 0           | 0          | 1                 | 0                 | 0                 | 0                 | 2        | 0      | 0           | 0          |
| B. Gersdorff  | 16         | 3          | 1           | 0          | 6                 | 2                 | 2                 | 0                 | 22       | 5      | 3           | 0          |
| K. Granitza   | 27         | 15         | 0           | 0          | 6                 | 3                 | 0                 | 0                 | 33       | 18     | 0           | 0          |
| G. Grau       | 33         | 3          | 5           | 0          | 7                 | 1                 | 0                 | 0                 | 40       | 4      | 5           | 0          |
| H. Gründel    | 4          | 1          | 0           | 0          | 0                 | 0                 | 0                 | 0                 | 4        | 1      | 0           | 0          |
| F. Hanisch    | 0          | 0          | 0           | 0          | 0                 | 0                 | 0                 | 0                 | 0        | 0      | 0           | 0          |
| E. Hermandung | 33         | 5          | 2           | 0          | 7                 | 1                 | 0                 | 0                 | 40       | 6      | 2           | 0          |
| L. Horr       | 26         | 6          | 1           | 0          | 6                 | 4                 | 0                 | 0                 | 32       | 10     | 1           | 0          |
| U. Kliemann   | 26         | 3          | 8           | 2          | 8                 | 0                 | 1                 | 0                 | 34       | 3      | 9           | 2          |
| J. Kristensen | 14         | 4          | 1           | 0          | 5                 | 1                 | 1                 | 0                 | 19       | 5      | 2           | 0          |
| D. Krämer     | 3          | 1          | 0           | 0          | 1                 | 0                 | 0                 | 0                 | 4        | 1      | 0           | 0          |
| N. Nigbur     | 33         | 0          | 2           | 0          | 7                 | 0                 | 0                 | 0                 | 40       | 0      | 2           | 0          |
| O. Rasmussen  | 11         | 1          | 0           | 0          | 2                 | 0                 | 0                 | 0                 | 13       | 1      | 0           | 0          |
| W. Sidka      | 30         | 5          | 2           | 0          | 6                 | 0                 | 0                 | 0                 | 36       | 5      | 2           | 0          |
| M. Sziedat    | 29         | 0          | 2           | 0          | 8                 | 0                 | 0                 | 0                 | 37       | 0      | 2           | 0          |
| D. Szymanek   | 6          | 2          | 0           | 0          | 2                 | 1                 | 0                 | 0                 | 8        | 3      | 0           | 0          |
| H. Weiner     | 32         | 0          | 0           | 0          | 8                 | 2                 | 0                 | 0                 | 40       | 2      | 0           | 0          |
| M. Werner     | 0          | 0          | 0           | 0          | 0                 | 0                 | 0                 | 0                 | 0        | 0      | 0           | 0          |
| H. Wolter     | 1          | 0          | 0           | 0          | 1                 | 0                 | 0                 | 0                 | 2        | 0      | 0           | 0          |